# Арт-группа "Злые"

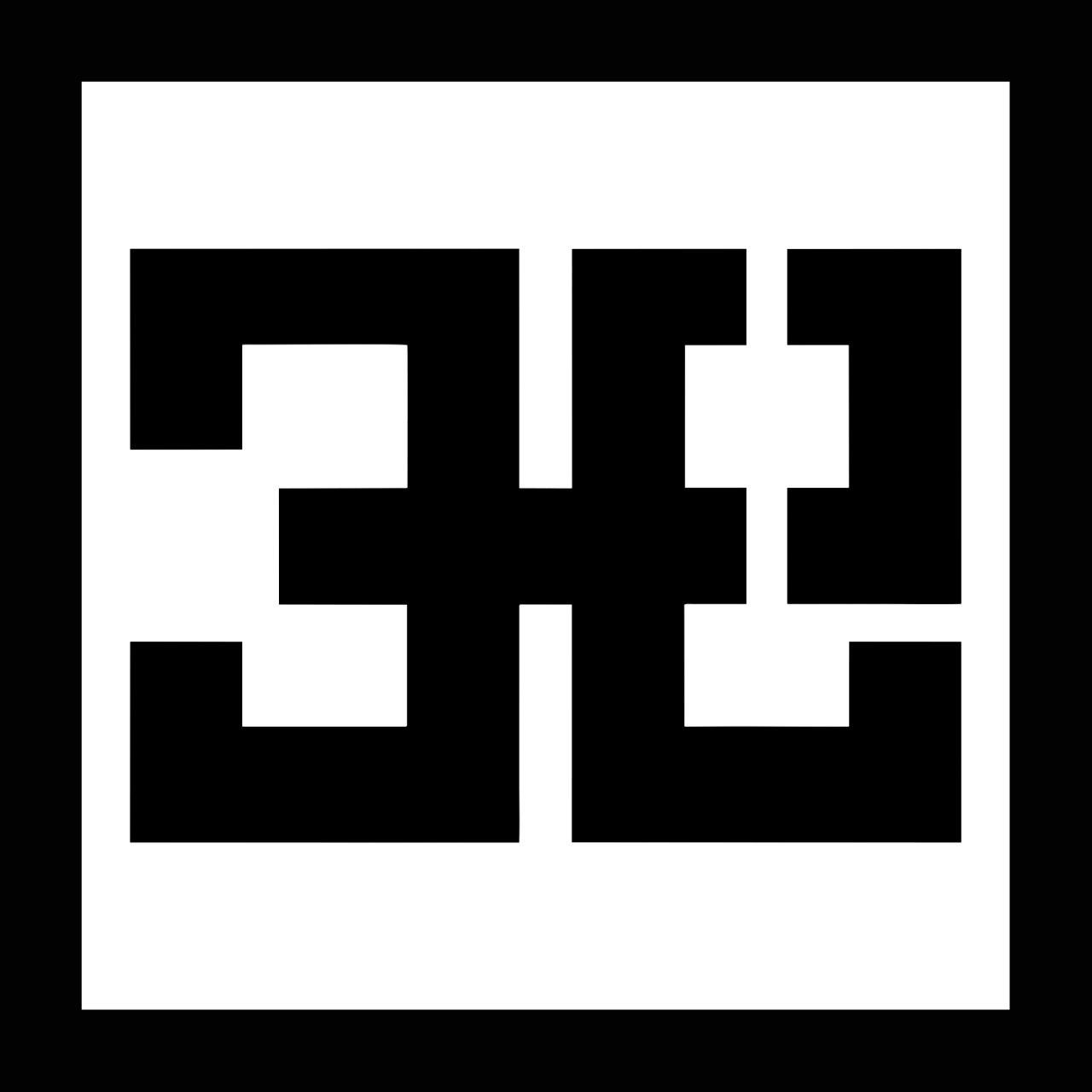
Арт-группа «ЗлыЕ»
— российская группа мультижанровых художников с постоянно меняющимся составом. Основана в 2004 году. 
Начав путь как граффити-команда в г. Каменск-Уральский Свердловской области, «ЗлыЕ» постепенно отошли от эстетики граффити и начали заниматься  уличным искусством.
Первые крупные проекты ЗЕ были созданы в Екатеринбурге, и в них сразу обозначилась стилистика арт-группы: «Мрачная ирония и зачастую жёсткая подача работ выявляет социально-культурные противоречия и создаёт иммунитет против бреда.»  Затем география и форматы деятельности «Злых» расширилась — их уличные работы стали появляться в других крупных городах России и за рубежом, творчество группы было представлено на крупных культурных событиях: III, II Биеннале уличного искусства АРТМОССФЕРА (Винзавод, Москва) 2016 и 2018 гг., Триеннале российского современного искусства (Гараж (музей) , Москва, 2017 г., III Уральская индустриальная биеннале современного искусства  (Екатеринбург, 2015 г.) и др.

## Этимология названия

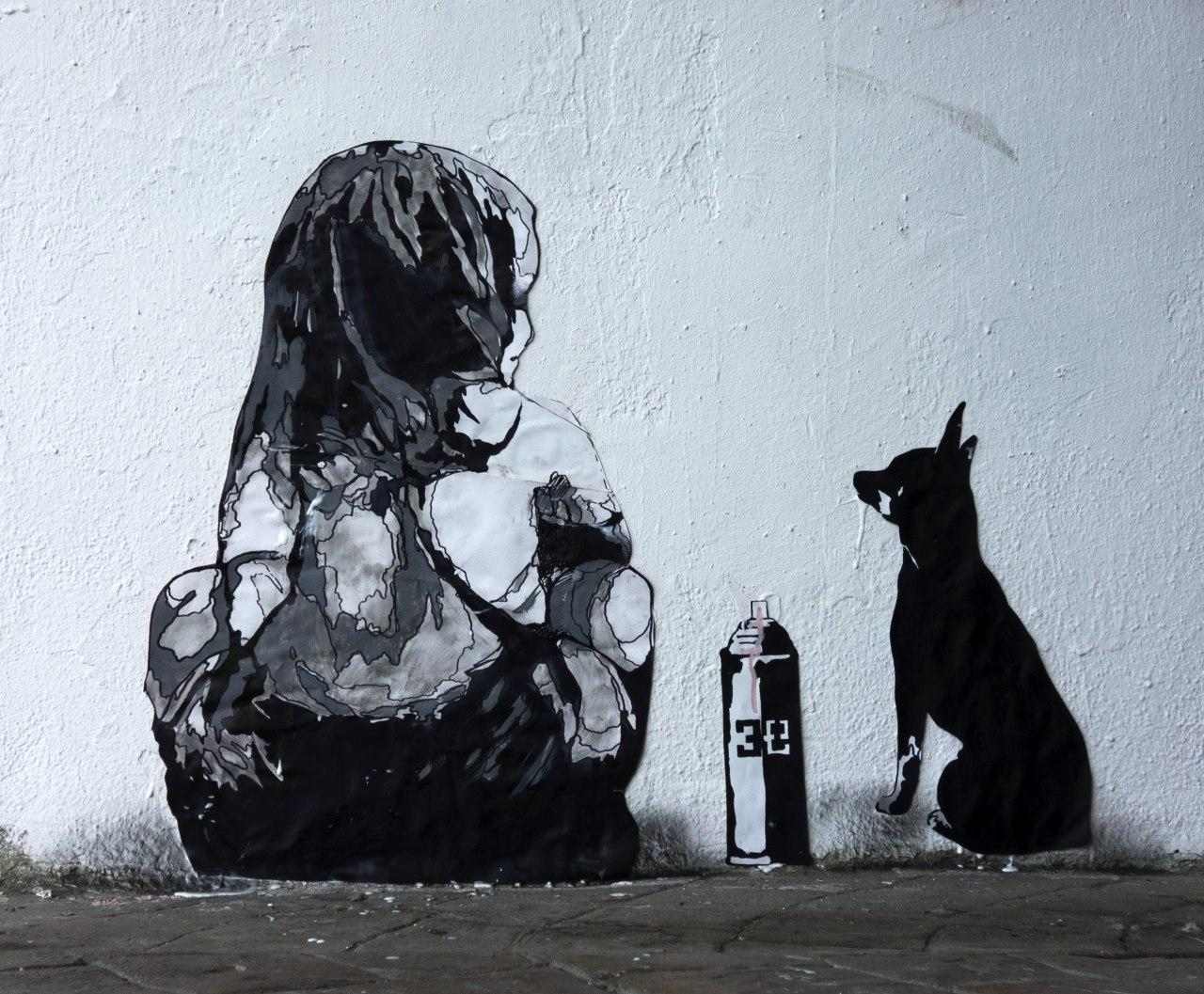
[http://zeart.ru/job/chto_to_poshlo_ne_tak «АрТаня». Екатеринбург, 2020

Имя «ЗлыЕ» апеллирует к древнеславянской буквице «Зело» и образам, стоящим за ней. Название отражает подход арт-группы к жизни и искусству: художники работают с изначальными смыслами, исследуют и документируют в своих произведениях Природу человека — во всех её проявлениях, в том числе самых низменных, зачастую высказываясь на табуированные темы прямым плакатным языком.

## Резонансные проекты арт-группы «ЗлыЕ»

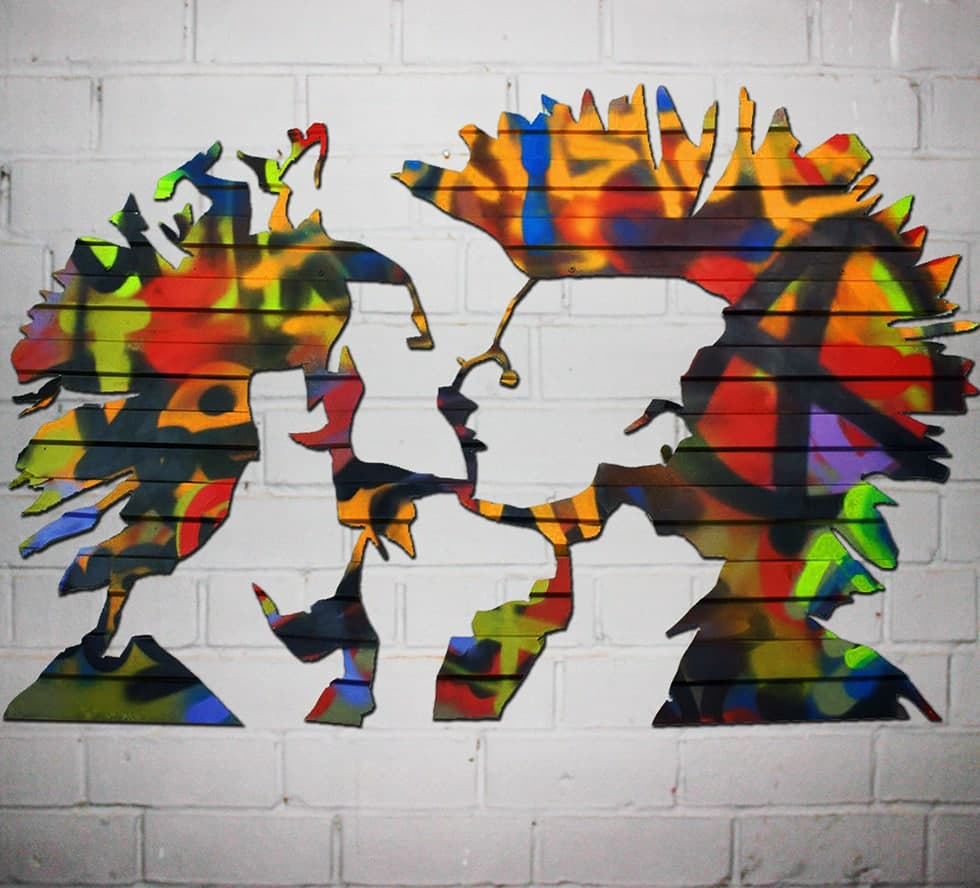
[http://zeart.ru/job/svoboda_voli Инсталляция "Свобода воли". Екатеринбург-Санкт-Петербург-Москва, 2017

2010. Общественность возмутила акция «Зелёный свет»: на 63 центральных светофорах Екатеринбурга появились изображения листа конопли, которые были отчётливо видны при включении разрешающего сигнала светофора. Проект оценили неоднозначно: одна часть горожан восприняла его как откровенную пропаганду наркотиков, другая, наоборот, как ироничную антинаркотическую акцию. Найти авторов при помощи записи камер наружного наблюдения не удалось.

2011. Проект ЗЕ «Чёрный понедельник после чистого воскресенья» стал причиной скандала, который чуть не обернулся для художников реальным тюремным сроком по статье «экстремизм». В их защиту  выступили общественные и культурные деятели Екатеринбурга . Изучив материалы дела, экспертная комиссия постановила, что в работе отсутствуют экстремистские мотивы.
2011. «Казнить, нельзя помиловать» — работа, представляющая собой 5-метровый стикер и актуализирующая тему педофилии. Художники разместили её напротив городского суда.

2013. «Адик в адике» — картонная фигура диктатора, установленная в витрине магазина известного спортивного бренда, была призвана «повысить градус беспокойства на тему растущего националистического воспитания.» Картонный Гитлер простоял среди прочих манекенов три дня, прежде чем был замечен. Владельцам концерна пришлось комментировать инцидент и приносить извинения за действия, которые "не были санкционированы менеджментом компании".

2015. «Что ты будешь делать, если начнётся война?» — кроваво-красная надпись была размещена на одном из центральных заборов Екатеринбурга в день 70-й годовщины Победы.

2021. «Заодно» — работа, апеллирующая к теме несвободы современного общества. Она была создана в центре Екатеринбурга, вызвала к себе интерес региональных и российских СМИ  и спровоцировала коммунальные службы на срочные благоустроительные работы.

## Художественные методы

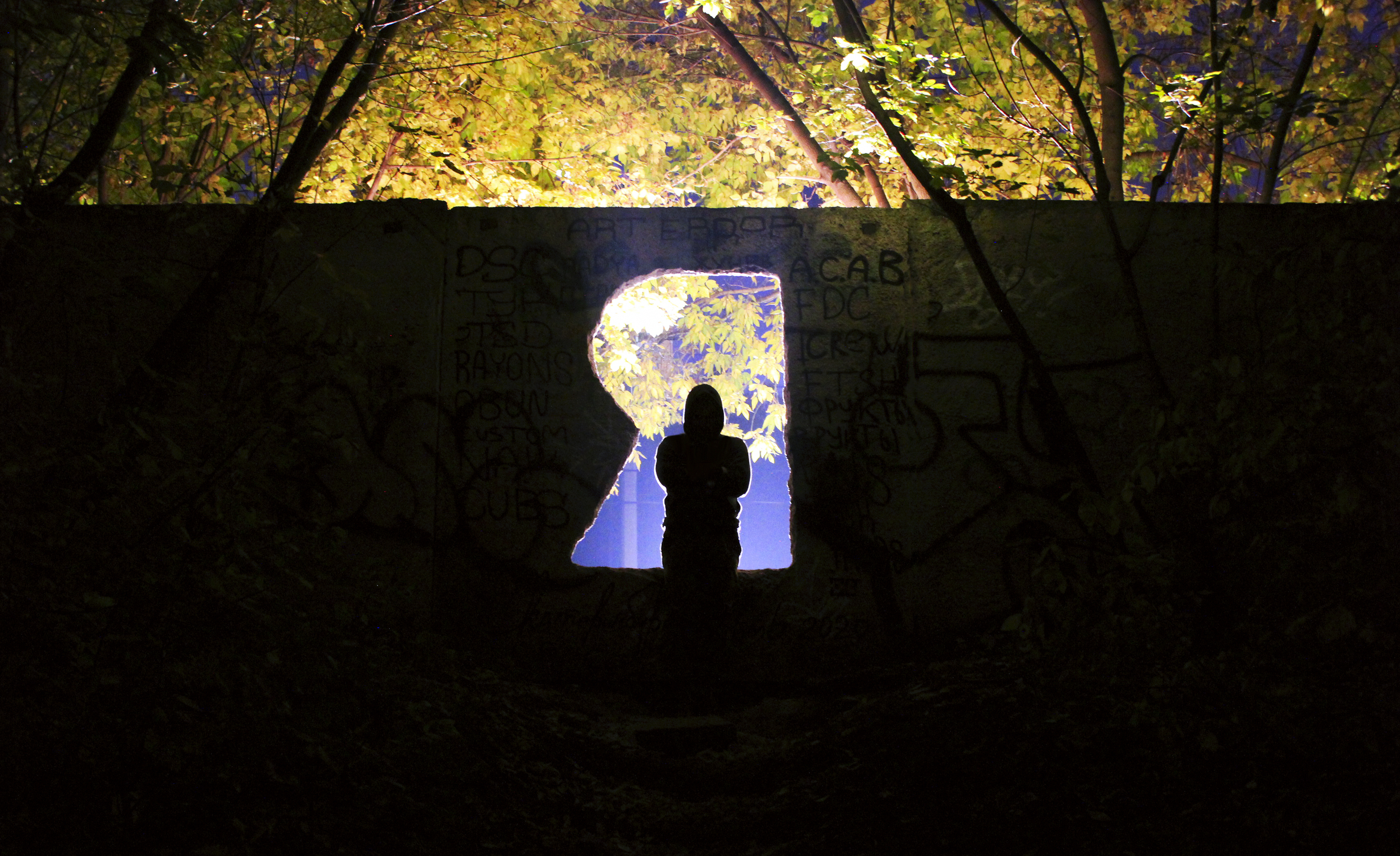
[http://zeart.ru/job/obnulenieee Арт-объект "Обнуление". Пермь, 2020

«ЗлыЕ» практикуют зачастую радикальные подходы к творчеству в общественном пространстве, воспринимая стены и заборы не просто как поверхность-холст, а как препятствие, ограничение, которое нужно преодолеть художественными методами. Сквозной мотив творчества ЗЕ — нарушение физической целостности, он присутствует едва ли не в каждой работе в виде проколов, порезов, пробоин и прострелов. «Всю дорогу мы встречаем препятствия на своём пути, стены, заборы (как физические, так и психологические); наша цель — заглянуть за эти пределы, проникнуть сквозь все преграды, узнать все тайны. Сквозь них нужно прорываться — резко, чётко, бескомпромиссно, с уверенностью и силой, не только посредством смыслов работ, а буквально, физически. Мы созидаем через деструктив, ведь все истинное непременно устоит, что бы мы ни делали, как бы мы ни пытались это разрушить» . 

## Выставки

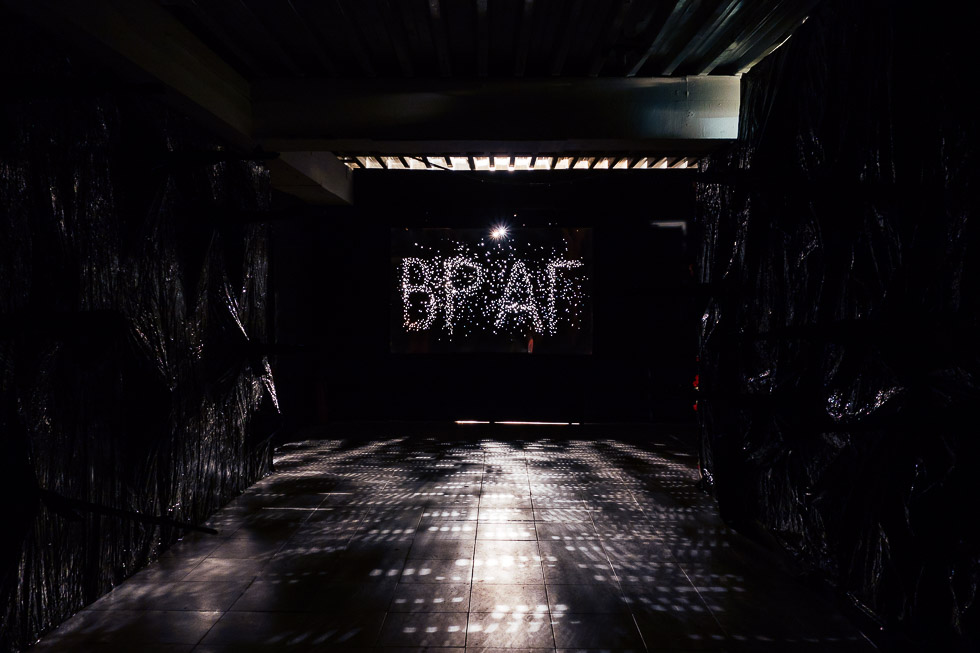
[http://zeart.ru/job/enemy Инсталляция "Враг". Екатеринбург-Москва, 2016

2021 «True ли»  галерея Ruarts, Москва
Персональные
2018. Серия персональных однодневных выставок «Очевидные вещи»: «Красноречие» (Уральский филиал ГЦСИ), «Persona non grata» (Фонд КУЛЬТУРНЫЙ ТРАНЗИТ), «Долг-Голод» (Галерея АНТОНОВ), Екатеринбург

2017. «Части целого», Галерея современного искусства ОкNо, Челябинск

2016. «Лицом к лицу с пустотой», URAL VISION GALLERY, Екатеринбург

2014. «Пора судить», Екатеринбургская галерея современного искусства

2010. «Antitovar», Каменск-Уральский Выставочный зал

## Награды
Номинанты премии Курёхина в категории «Искусство в общественном пространстве» 2016, 2015

Победители премии Weburg в номинации «Лучший выставочный проект 2014», Екатеринбург, 2014

Победители фестиваля уличной культуры Snikers URBANИЯ, Екатеринбург, 2009

## Официальный сайт
http://zeart.ru/

## Instagram
https://www.instagram.com/zlye_art_group/